# 보수주의자 이강호의 세상읽기
《보수주의자 이강호의 세상 읽기》는 2012년 만들어진 이강호 (사회 운동가)의 블로그이다. 
시사주간지 《미래한국》에 게재됐던 글 등이 주로 수록돼 있다.
분야 별로 구성돼 있는데, 역사이야기, 영화산책, 책 소개 등이 주요 코너다. 

## 역사이야기
<공자, 마르크스, 모택동! 그들의 공통점>을 시작으로 <아직도 이어지고 있는 두 개의 로마>까지 총 44편의 글이 게재돼 있다.

## 영화산책
영화 <일라이>에 관한 글인 <문명을 구하는 것은 무엇인가?>를 시작으로 앨프리드 히치콕 감독의 <싸이코 Psycho>와 <사보타주 Sabotage>를 소개하는 <정상을 가장한 '숨어 있는' 위험>까지 총 25편의 글이 수록돼 있다.

## 책, 그리고
폴 존슨의 <예수평전>에 관한 글을 시작으로 한스 큉의 <신학자, 과학을 말하다>까지 총 37편의 글이 수록돼 있다. 

## 이슈, 그리고
<어린아이와 여인을 지키지 못해서야...>부터 <여왕의 귀환>까지 총 22편의 글이 수록돼 있다.